# وادي برقش
وادي برقش هي إحدى بلديات ولاية عين تموشنت الجزائرية.